# Alba de Tormes

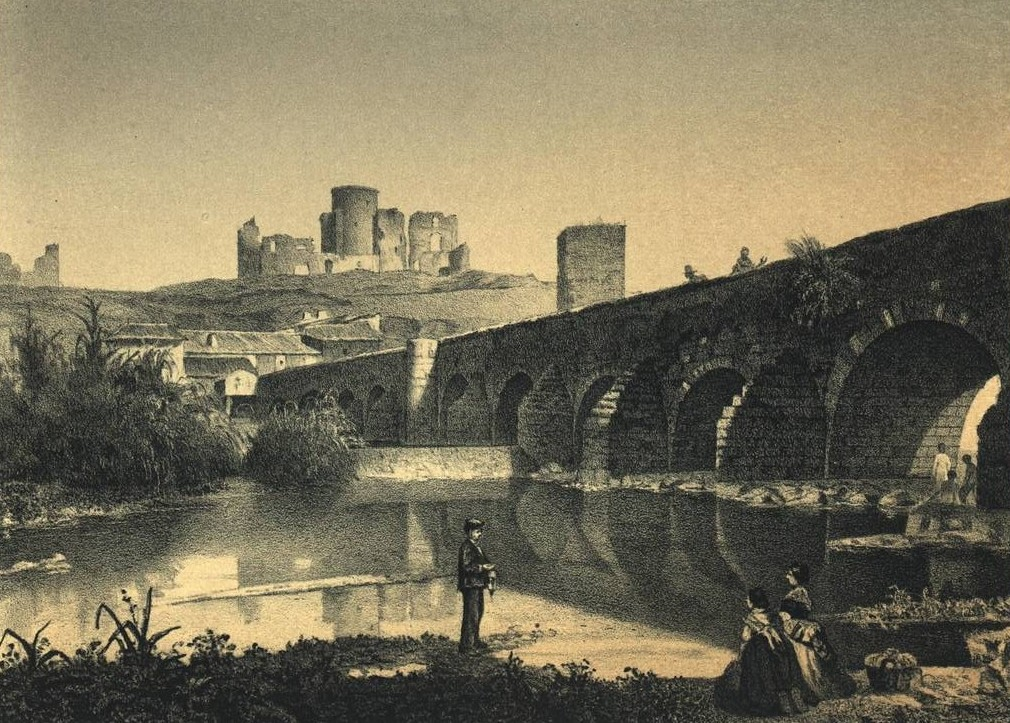
Alba de Tormes – Stadtansicht 1865

Alba de Tormes ist eine westspanische Kleinstadt und eine Gemeinde (municipio) mit 5.122 Einwohnern (Stand: 2024) in der Provinz Salamanca in der Region Kastilien und León. Alba de Tormes ist der Herkunftsort des Hauses Álvarez de Toledo; darüber hinaus befindet sich hier das Grab der hl. Teresa von Ávila.

## Lage und Klima
Die ca. 830 m hoch gelegene Kleinstadt Alba de Tormes befindet sich auf dem Ostufer des Río Tormes im äußersten Süden der altkastilischen Hochebene (meseta). Die Stadt Salamanca ist knapp 23 km in nordwestlicher Richtung entfernt. Das Klima im Winter ist durchaus kühl; die geringen Niederschlagsmengen (ca. 410 mm/Jahr) fallen – mit Ausnahme der nahezu regenlosen Sommermonate – verteilt übers ganze Jahr.

## Bevölkerungsentwicklung
| Jahr      | 1857  | 1900  | 1950  | 2000  | 2019  |
| Einwohner | 2.674 | 3.321 | 3.668 | 4.654 | 5.186 |

Das kontinuierliche Bevölkerungswachstum der Kleinstadt basiert im Wesentlichen auf dem Zuzug der durch die Mechanisierung der Landwirtschaft und der Aufgabe bäuerlicher Kleinbetriebe arbeitslos gewordenen Landbevölkerung (Landflucht).

## Wirtschaft
Das wirtschaftliche Leben der ehemaligen Landgemeinde war jahrhundertelang in hohem Maße agrarisch geprägt – früher wurde im Umland Getreide zur Selbstversorgung ausgesät; Gemüse stammte aus den Hausgärten und auch Viehzucht wurde betrieben. Im Zuge der Stadtentwicklung ließen sich Handwerker, Händler und Dienstleister nieder. Im 20. Jahrhundert kamen kleinere Industrieunternehmen (z. B. Konservenfabriken) hinzu.

## Geschichte
Auf dem westlichen Ufer des Río Tormes gibt es drei schlecht erhaltene Megalithgräber (dolmen) aus der Jungsteinzeit. In römischer Zeit muss sich in der Nähe eine Furt befunden haben, denn es wurden Reste einer Römerstraße nach Salamanca entdeckt. Im 8. Jahrhundert kamen die Mauren, die jedoch nach der Schlacht von Simancas (939) von Ramiro II. von León († 951) bis zum Fluss Tormes zurückgedrängt werden konnten, wodurch Alba Grenzstadt wurde. Im Jahr 1140 erhielt die Stadt königliche Privilegien (fueros), darunter das Recht eigener Gerichtsbarkeit. Im Jahr 1383 kam Alba als Mitgift Constanzes, der Tochter Heinrichs II. von Kastilien, für einige Jahrzehnte unter portugiesische Oberherrschaft. Im 15. Jahrhundert erlebte das Haus Álvarez de Toledo einen raschen Aufstieg von Grundherrn (señores 1430–39) über Grafen (condes 1439–72) zu Herzögen (duques ab 1472). Im Jahr 1571 gründete die hl. Teresa von Ávila in Alba eine Niederlassung des Karmeliterordens, in der sie 11 Jahre später starb. Im Rahmen der Befreiungskriege fand in der Nähe der Stadt im November 1809 eine für die Franzosen siegreiche Schlacht statt.

## Sehenswürdigkeiten
- Die Basilika (19. Jahrhundert) mit dem Grab der hl. Teresa von Avila
- Die im Bau befindliche Basilika St. Teresa
- Die Burg der Herzöge von Alba
- Die Eremitage der Jungfrau von Otero
- Die Kirche Santiago, die älteste Kirche in Alba
- Die Kirche San Juan (Ende des 13./Anfang des 14. Jahrhunderts)
- Die Kirche San Juan de la Cruz

| - Santiago-Kirche - Kirche San Juan de la Cruz - Burg der Herzöge von Alba - Basilika Santa Teresa |

## Persönlichkeiten
- Gutierre Álvarez de Toledo (1374–1446), Bischof von Palencia (1426–1439), Sevilla (1439–1442) und Toledo (1442–1446)
- Fadrique Álvarez de Toledo (1460–1531), 2. Herzog von Alba